# Manuel Borras y Ferré
Narciso de Esténaga y Echevarría (La Canonja, 9 settembre 1880 – Montblanc, 12 agosto 1936) è stato un vescovo cattolico spagnolo. È uno dei tredici vescovi uccisi nella zona repubblicana durante la guerra civile spagnola, vittima della persecuzione religiosa.

## Biografia
Monsignor Manuel Borras y Ferré nacque a La Canonja il 29 ottobre 1880.

### Formazione e ministero sacerdotale
Il 19 settembre 1903 fu ordinato presbitero. Poco tempo dopo gli fu affidato l'ufficio di notaio della curia ecclesiastica e della corte metropolitana di Tarragona. Dal 1905 fu vice direttore diocesano dell'Apostolato della preghiera e nel 1910 venne nominato confessore del Pontificio seminario. Fu anche sostituto cancelliere. Nel 1914, quando monsignor Francisco de Asís Vidal y Barraquer venne nominato amministratore apostolico della diocesi di Solsona, venne nominato segretario della curia vescovile e poco dopo vicario generale.

### Ministero episcopale
Il 19 aprile 1934 papa Pio XI lo nominò vescovo ausiliare di Tarragona e titolare di Bisica. Ricevette l'ordinazione episcopale il 22 luglio successivo nella cattedrale di Tarragona dal cardinale Francisco de Asís Vidal y Barraquer, arcivescovo metropolita di Tarragona, co-consacranti il vescovo di Solsona Valentín Comellas y Santamaría e quello di Girona José Cartaña y Inglés.
Dopo il fallimento dell'insurrezione militare a Barcellona, la città di Tarragona, in attesa dei fatti, rimase fedele al governo del Fronte popolare. Tuttavia, pochi giorni dopo ci fu un'ondata di crimini, incendi, profanazioni di chiese e omicidi di preti e civili non schierati o di destra.
La notte del 21 luglio, monsignor Borrás fu arrestato insieme al cardinale Francisco de Asís Vidal y Barraquer e trasferito al monastero di Santa Maria di Poblet. Il 24 luglio furono trasferiti a Montblanc. Il cardinale venne rilasciato e si trasferì in Italia, ma gli fu impedito portare con sé monsignor Borras, che rimase imprigionato per più di due settimane. Il 12 agosto venne prelevato dalla sua cella dai miliziani. Salutò il compagno dicendo: "Adios, Fornell, ci vedremo in Cielo". Con un autocarro raggiunsero una località a circa tre chilometri da Montblanc. Lì lo fucilarono. Morì benedicendo e perdonando i suoi assassini. Il suo corpo venne poi bruciato.

## Beatificazione
Il 2 luglio 1959 venne aperto il processo di beatificazione a Tarragona. La sua causa fu unita a quella di altri 146 ecclesiastici del clero secolare e regolare, uccisi in giorni diversi nello stesso periodo.
Il 28 giugno 2012 papa Benedetto XVI ricevette in udienza privata il cardinale Angelo Amato, prefetto della Congregazione delle cause dei santi, e lo autorizzò a promulgare il decreto riguardante il martirio dei Servi di Dio Manuel Borras y Ferré, vescovo ausiliare di Tarragona, e Agapito Modesto (al secolo: Modesto Pamplona Falguera), dell'Istituto dei Fratelli delle scuole cristiane, nonché 145 compagni; uccisi, in odio alla Fede, in Spagna dal 1936 al 1939.
Monsignor Manuel Borras y Ferré, Agapito Modesto e compagni martiri vennero beatificati il 13 ottobre 2013 durante una cerimonia tenutasi al Complex Educatiu di Tarragona e presieduta dal cardinale Angelo Amato, prefetto della Congregazione delle cause dei santi.

## Genealogia episcopale
La genealogia episcopale è:
- Cardinale Scipione Rebiba
- Cardinale Giulio Antonio Santori
- Cardinale Girolamo Bernerio, O.P.
- Arcivescovo Galeazzo Sanvitale
- Cardinale Ludovico Ludovisi
- Cardinale Luigi Caetani
- Cardinale Ulderico Carpegna
- Cardinale Paluzzo Paluzzi Altieri degli Albertoni
- Papa Benedetto XIII
- Papa Benedetto XIV
- Papa Clemente XIII
- Cardinale Bernardino Giraud
- Cardinale Alessandro Mattei
- Cardinale Pietro Francesco Galleffi
- Cardinale Giacomo Filippo Fransoni
- Cardinale Carlo Sacconi
- Cardinale Edward Henry Howard
- Cardinale Mariano Rampolla del Tindaro
- Cardinale Gregorio María Aguirre y García, O.F.M.
- Arcivescovo Antolín López y Peláez
- Cardinale Francisco de Asís Vidal y Barraquer
- Vescovo Manuel Borras y Ferré